# Kak stat stsjastlivym
Kak stat stsjastlivym (russisk: Как стать счастливым) er en sovjetisk spillefilm fra 1986 af Jurij Tjuljukin.

## Medvirkende
- Nikolaj Karatjentsov — Gosja
- Marina Djuzjeva — Zoja
- Lev Durov
- Vladimir Sjevelkov — Slava
- Jelena Valjusjkina — Lida